# Casual game
Een casual game is een computerspel met als doelgroep de casuele speler: de spellen zijn redelijk eenvoudig en snel aan te leren. Een casual game is niet afhankelijk van een bepaald computerspelgenre, maar kan zowel actie, avontuur, puzzel, platform als iets anders zijn.
De meeste casual games zijn relatief goedkoop of zelfs gratis. Dat komt doordat er niet al te veel onderzoek aan vooraf is gegaan: men beperkt zich bijvoorbeeld tot de basishandelingen, er wordt geen rekening gehouden met de juiste motoriek van mensen en dieren etc.
Tegenwoordig kan men zowat alle arcadespellen catalogiseren tot een casual game, alsook de meeste Flash-spellen. Algemeen wordt aangenomen dat Pac-Man de eerste casual game is. Andere bekende casual games zijn Tetris, Windows Solitaire en Mijnenveger.
Sommige spellen, zoals de Drawn-reeks, hebben een hogere moeilijkheidsgraad en kan men toch als casual game aanzien. Dat komt doordat de distributeur/ontwikkelaar op zijn website een complete walkthrough voor dergelijke spellen heeft gepubliceerd met een exacte omschrijving wat de speler dient te doen. Ook hebben veel van zulke moeilijkere spellen meestal een uitgebreid hint-systeem of zelfs een knop om een bepaalde puzzel of level over te slaan.

## Producenten
Er zijn veel bedrijven die casual games aanbieden, al dan niet tegen betaling, zoals
- Big Fish Games
- Denda Games
- Boonty
- Casual Games Association
- Gamesville
- Jay is Games
- Spilgames